# Plan perspektywiczny
Plan (program) perspektywiczny – jeden z dwóch rodzajów krajowego planowania strategicznego (obok: planów (programów) wieloletnich).
Plan jest tworzony na okres ok. 10-15 lat, czasem dłuższy, dotyczy głównie problemów, na które polityka ekonomiczna jest w stanie zadziałać dopiero w długim okresie. W tego typu planach reguluje się zazwyczaj sposoby mające na celu:
- powiększenie i modernizację zasobów kraju
- rozbudowę systemów osadnictwa i podstawowej infrastruktury kraju
- ochronę środowiska
- poprawę stanu zdrowia ludności
- poprawę poziomu życia ludności
- rozwój systemów edukacyjnych
- integrację ze wspólnotami międzynarodowymi

Plany perspektywiczne nie regulują tych problemów gospodarczych, które mogą zostać przezwyciężone, dzięki zdolnościom samej gospodarki do adaptacji w zmieniających się warunkach i autoregulacji.